# Riu Cinder
El riu Cinder (en anglès Cinder River) és un riu de 71 quilòmetres de llargada que es troba al sud-oest del Borough Lake and Peninsula, a l'estat d'Alaska. El riu neix a la serralada Aleutiana, a la Península d'Alaska, i discorre cap al nord-oest fins a la badia de Bristol. Va rebre el nom el 1923 per part de R.H. Sargent del Servei Geològic dels Estats Units perquè la vall que recorre és plena de cendres procedents del mont Aniakchak.
El salmó platejat abunda en les aigües del riu Cinder. És accessible principalment per petits avions que poden aterrar en els llits de cendres o platges de sorra.